# Vielstachelige Armleuchteralge
Die Vielstachelige Armleuchteralge (Chara polyacantha) ist ein sehr seltener monözischer Vertreter der Armleuchteralgen. Sie ist in Deutschland vom Aussterben bedroht und kommt nur in unverschmutzten klaren Stehgewässern vor.

## Vorkommen
Die Vielstachelige Armleuchteralge kommt in oligosaproben Stehgewässern, in unverschmutzten Wassern von oligo- bis (seltener) mesotrophen Torfstichen und in Klarwasserseen vor. Nicht selten sind diese Gewässer kalkhaltig. Sie ist in Europa sehr verstreut von der Iberischen Halbinsel, über Polen bis nach Dänemark und England zu finden. In Deutschland steht sie auf der Roten Liste der Characeae und ist dort als Vom Aussterben bedroht eingestuft.

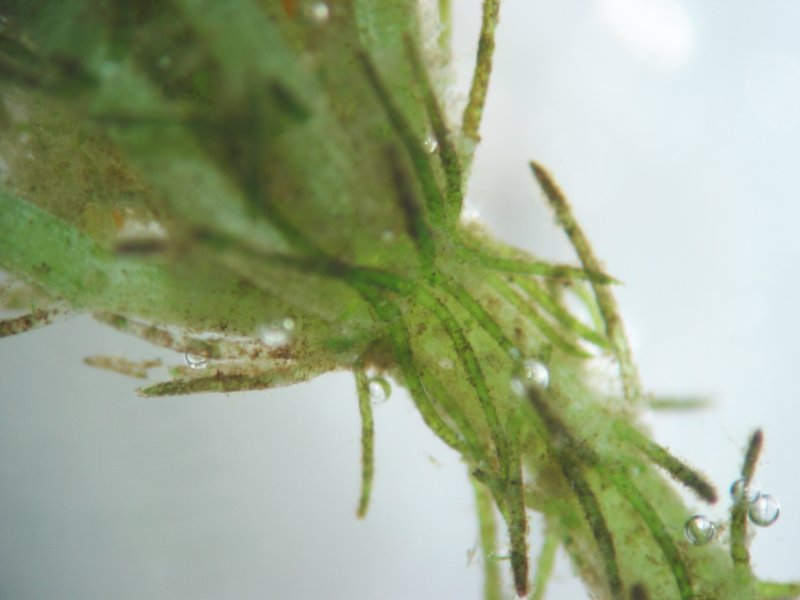
Astquirl

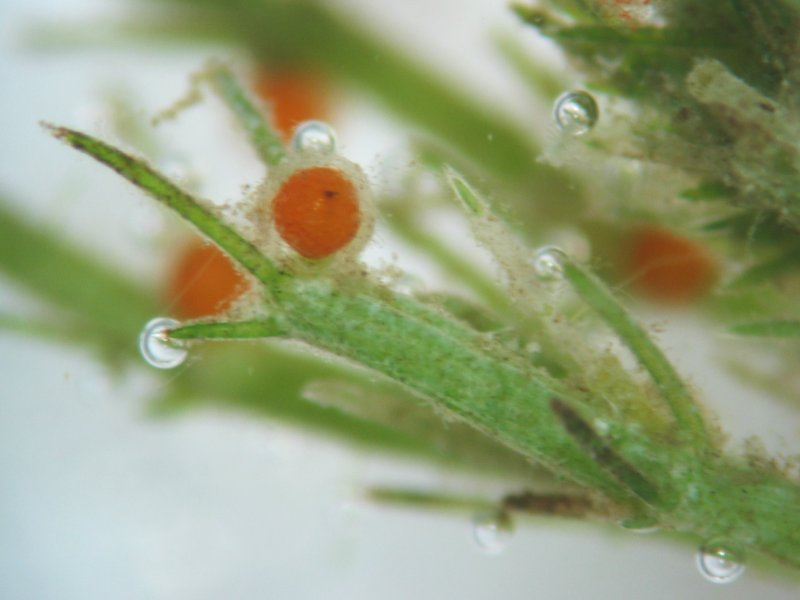
Antheridium

## Erkennungsmerkmale
Die Vielstachelige Armleuchteralge ist eine relativ kräftige Alge mit starkem Stachelbesatz. Sie wird insgesamt bis 75 cm lang, selten sogar bis 1 m. Sie bildet einen im Durchmesser 1 bis 2 mm breiten Spross aus, der wiederum meist lange Seitensprosse an großen Exemplaren ausbildet. Die Rinde ist diplostich oder (seltener) isostich. Die Stipularen stehen auf den Kanten der Rinde (tylacanth) und nie in den Furchen der Rinde (aulacanth). Der Besatz ist jedoch oft schwer erkennbar. Die Stipularen stehen in zwei Reihen am Quirl. Sie sind dünn geformt, zugespitzt und sind etwa so lang wie der Sprossdurchmesser. Die steifen Stacheln an den Sprossen sind etwa 1- bis 3-mal so lang wie der Sprossdurchmesser und sind meist zu 3 oder 5 gebündelt. Die Äste stehen zu 8 bis 12 im Quirl und werden bis 8 cm lang. Die kurzen Äste sind zum Internodium hin gebogen, die langen jedoch davon abstehend. Jeder Ast weist 5 bis 7 berindete Glieder auf und ein ein- oder zwei-zelliges rindenloses Endglied mit einer schmalen Endzelle. Die Blättchen an den Ästen stehen zu 5 oder 7 zusammen. Sie sind immer doppelt so lang wie der Astdurchmesser.
Gametangien werden vom Sommer bis Herbst gebildet. Das (weibliche) Oogon wird etwa 1 mm lang und 0,65 mm breit. Es weist 12 bis 15 Windungen auf und ist nicht selten mit einer dicken Kalkhülle umgeben. An der Spitze befindet sich ein großes Krönchen, welches bis 0,15 mm hoch und etwa 0,25 mm breit wird. Die schwarzen Oosporen werden 0,75 mm lang und 0,4 mm breit und sind mit 11 bis 14 Rippen versehen. Das (männliche) orange gefärbte Antheridium wird im Durchmesser etwa 0,4 mm und ist kugelrund geformt.